# 요손코엔역
요손코엔역(일본어: 養鱒公園駅)은 일본 후쿠시마현 미나미아이즈군 시모고정에 있는 아이즈 철도 아이즈 선의 역이다.
2006년 3월 18일의 다이어 개정까지 역명의 "鱒" 표기는 "鱒"이었다.

## 역사
- 1947년 9월 20일: 국유철도 아이즈오치아이역(일본어: 会津落合駅)으로 영업 개시.
- 1967년 11월 1일: 수하물 취급 폐지 및 역 무인화.
- 1987년
  - 4월 1일: 일본 철도 민영화에 의하여 동일본여객철도(JR 동일본)에 계승됨.
  - 7월 16일: 아이즈 철도로의 전환과 동시에 요손코엔역으로 역명 변경.

## 역 구조
단선 승강장 1면 1선의 지상역으로 무인역이다.

## 역 주변
- 요손 공원 - 도보로 약 20분, 송어 양식장에서 송어 낚시나 낚은 송어를 구워서 먹는 것도 가능하다.
- 시모고 정립 아사히다 초등학교 오치아이 분교
- 국도 제121호선
- 후쿠시마 현도 347호 다카시마타지마 선
- 후쿠시마 현도 348호 오치아이호세이 선

## 인접역
| 아이즈 철도 ■ 아이즈 선        | 아이즈 철도 ■ 아이즈 선                          | 아이즈 철도 ■ 아이즈 선              |
| ------------------------------ | ------------------------------------------------ | ------------------------------------ |
| 후루사토코엔 니시와카마쓰 방면 | □ 쾌속 "AIZU 마운트 익스프레스"(1호 이외) ■ 보통 | 아이즈나가노 아이즈코겐오제구치 방면 |